# Hypericum nokoense
Hypericum nokoense är en johannesörtsväxtart som beskrevs av Jisaburo Ohwi. Hypericum nokoense ingår i släktet johannesörter, och familjen johannesörtsväxter. Inga underarter finns listade i Catalogue of Life.